# Haus Martinspforte

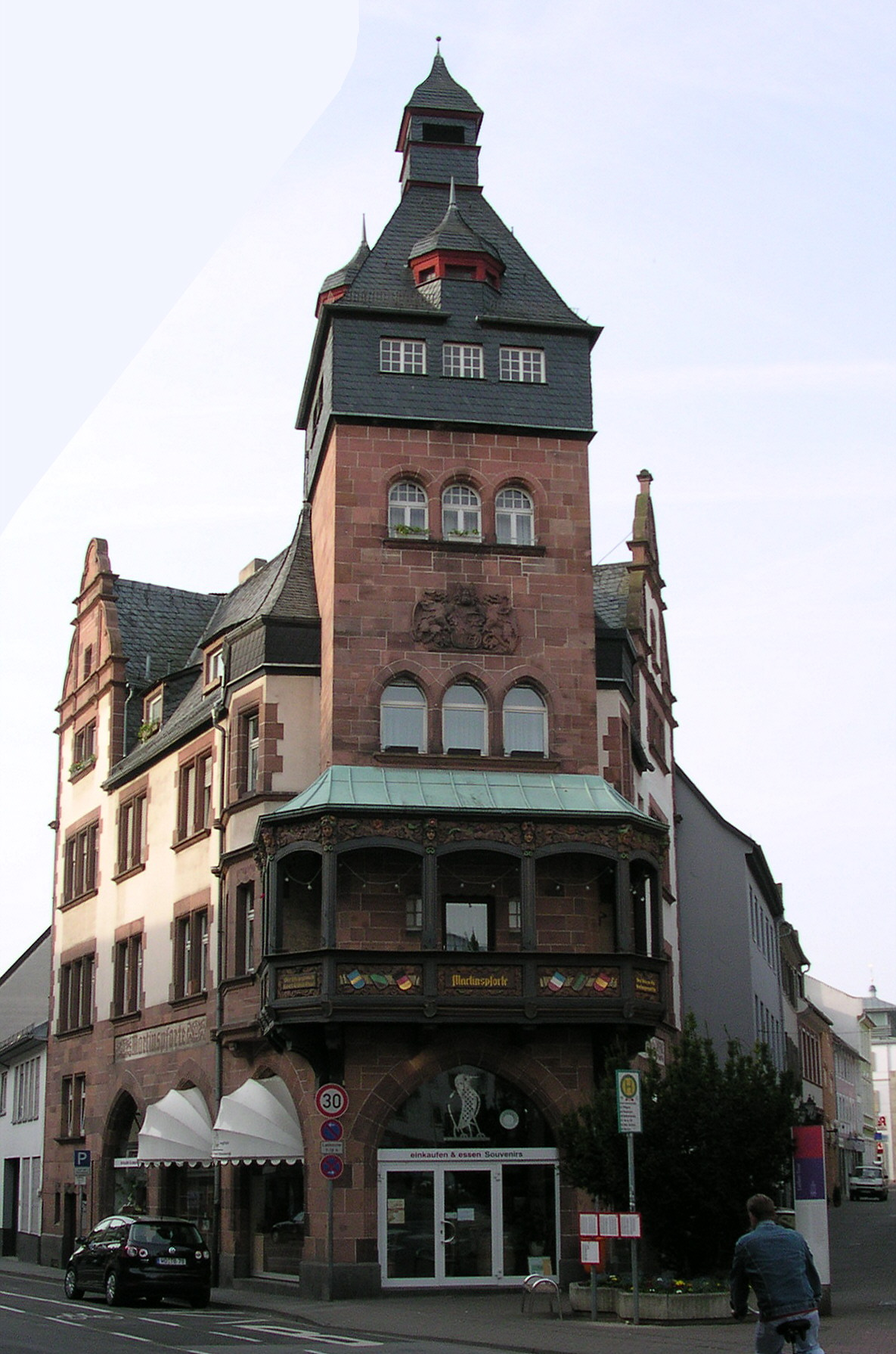
Haus Martinspforte

Das Haus Martinspforte (auch Alte Stadtapotheke) ist ein denkmalgeschütztes Gebäude in der Kämmererstraße 60 in Worms. Das 1904 nach Plänen von Georg Metzler gebaute Haus orientiert sich in seiner Form an der 1689 zerstörten spätmittelalterlichen bzw. frühneuzeitlichen Martinspforte, einem nahe gelegenen Tor der inneren Stadtmauer.
Ein fünfgeschossiger Turm aus Sandsteinquadern mit Schieferhaube und in Holz ausgeführtem Balkon betont die Ecksituation des dreieckigen Baugrundstücks zwischen Friedrich- und Kämmererstraße. An den Turm schließen sich als Seitenflügel in beiden Straßen dreigeschossige Putzbauten auf einem in Sandstein ausgeführtem Sockelgeschoss an, die jeweils mit einem viergeschossigen Zwerchhaus in Renaissanceformen abgeschlossen werden.
Die Sichtfassade des Turmes zeigt zwischen dem dritten und vierten Geschoss das Wappen der Stadt Worms.